# الحمامات (تونس)
الحمامات هي مدينة تونسية تقع على البحر الأبيض المتوسط في الشمال الشرقي للجمهورية التونسية. يبلغ عدد سكانها أكثر من 97579 نسمة (2014).
الحمامات زيادة عن كونها موطن للاستجمام والبحث عن الرّاحة والسّكينة، فهي أيضا بلد له أهله بعاداتهم وتقاليدهم المتوارثة في شتّى الميادين الصّناعية والفلاحية. وهذه الصّناعات التّقليدية تعكس ما جلب عليه الأهالي من إتقان ودقة وصبر. فالبحارة قد تناقلوا من جيل إلى جيل طرق صيدهم التّقليدية عبر العصور بكل أمانة. ونسوق على سبيل الذّكر التّقنيات الأكثر استعمالا عند صيادي الحمامات: الصيد بالأضواء للسردينة والسكمري والصيد بالشص للجغالي والدنديق.

## الأسوار
الأسوار حاليا يرجع عهدها إلى الأشغال التي قام بها الأغالبة في القرن التاسع، وبنو زيري من الصنهاجين في القرن الحادي عشر، لكنه تم ترميم هذه الأسوار جذريا في سنة 1236، وخصوصا في سنة 1436، وقد تعود الأجزاء العليا في هذه التحصينات إلى زمن الترميمات التي قام بها الأتراك في القرنين السادس عشر والسابع عشر، وكذلك الحصن المثمن الشكل الواقع بالجنوب الشرقي والمكون من ركام من التراب المدقوق. كما أن تعلق السكان المحليين بهذا المبنى يفسر إلى حذ بعيد بقاءه في حال جيدة من الحفظ والصون. وفعلا، فإن السلطة المركزية لم تكن هي التي تتعهد أسوار الحمامات بالصيانة، بل كان السكان هم الذين يتعدونها بأنفسهم. وكان أحد الوكلاء المتصرفين في مجموعة من أملاك الأحباس، مكلّفا بتعهّدها بالإصلاح حتى نهاية القرن التاسع عشر، وهو ما ينبئ به الطابع المتقادم لمعمار هذه الأسوار.
و البناء ذو شكل متوازي الأضلاع (230م. في الجانبين الأكبرين الشرقي والغربي - 200م. في الجنوب - و120م. في الشمال)، وهو يشتمل على جدران يبلغ سمكها مرتين مبنية تماما بواسطة حجارة صغيرة يربط بينها ملاط كلسي ولا يحمي الجدارين الجاريين جنوبا وغربا - رغم تعرضهما للهجومات العسكرية - سوى برج مربع وحصن مثمن الشكل. وخلافا لذلك، فإن جدار الشرق محمي في وسطه بأربعة أبراج مربعة (يبلغ ضلعها 6 أمتار و«خروج» بنائها مرتين نصف المتر).
وقد اختار مقيموا الأسوار في العهد الوسيط قصدا تقوية الجانب الأراضي من هذه التحصينات، في عهد كانت فيه معّرضة باستمرار لغزوات البدو من بني هلال.
و كانت الأسوار مجهزة بثلاث أبواب يتم غلقها مساء وطيلة صلاة الجمعة، وهي باب البلد أو باب السوق، في الجنوب الشرقي وباب البحر في الشمال الغربي وباب ثالث يدعى القبلي وهو اليوم في حالة اندثار، وكان لكل هذه الأبواب دفات مصفحة بالحديد وفريق من جند ترك لحراسته.

## معرض صور

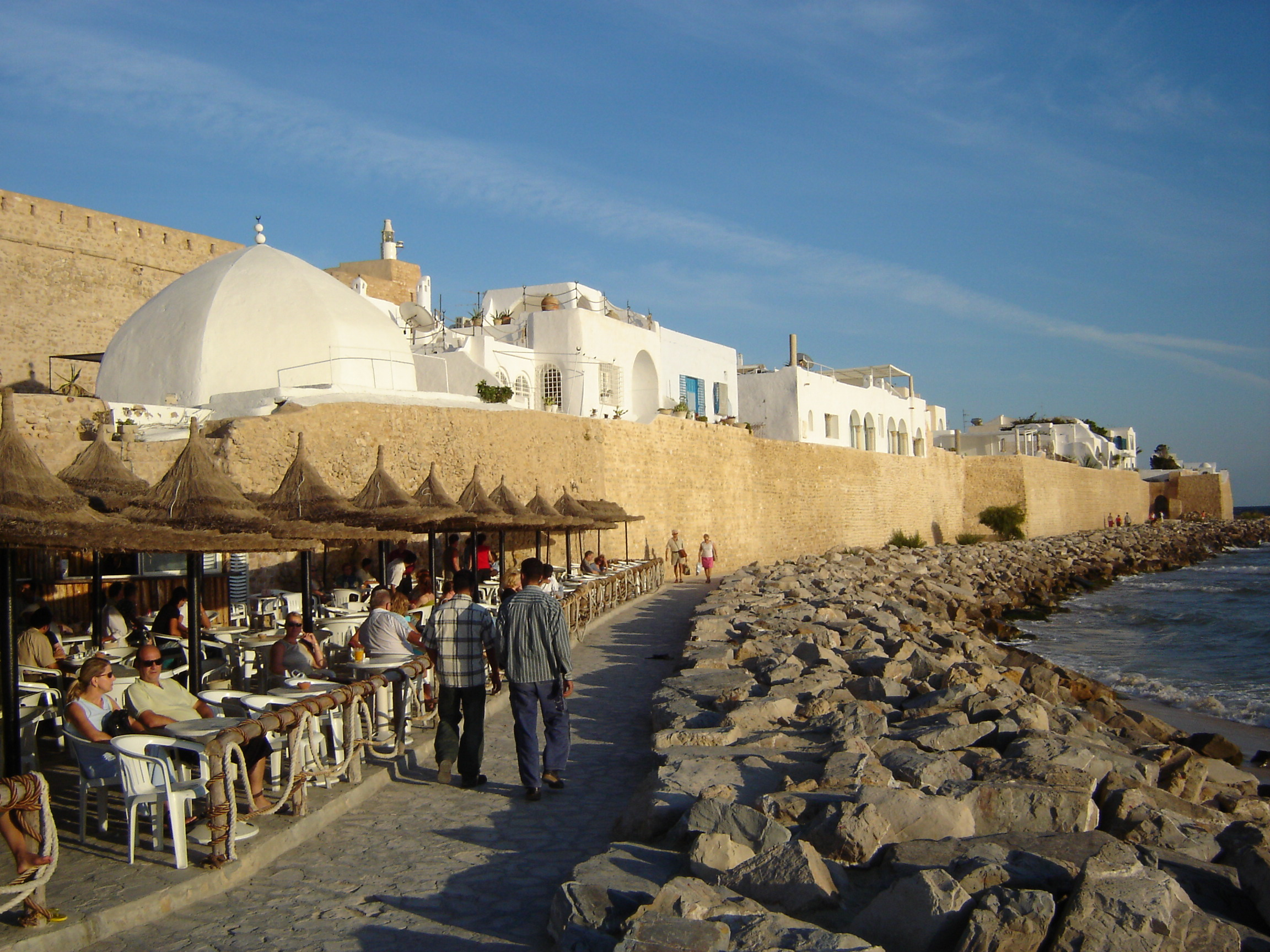
إحدى سواحل الحمامات قرب المدينة العتيقة
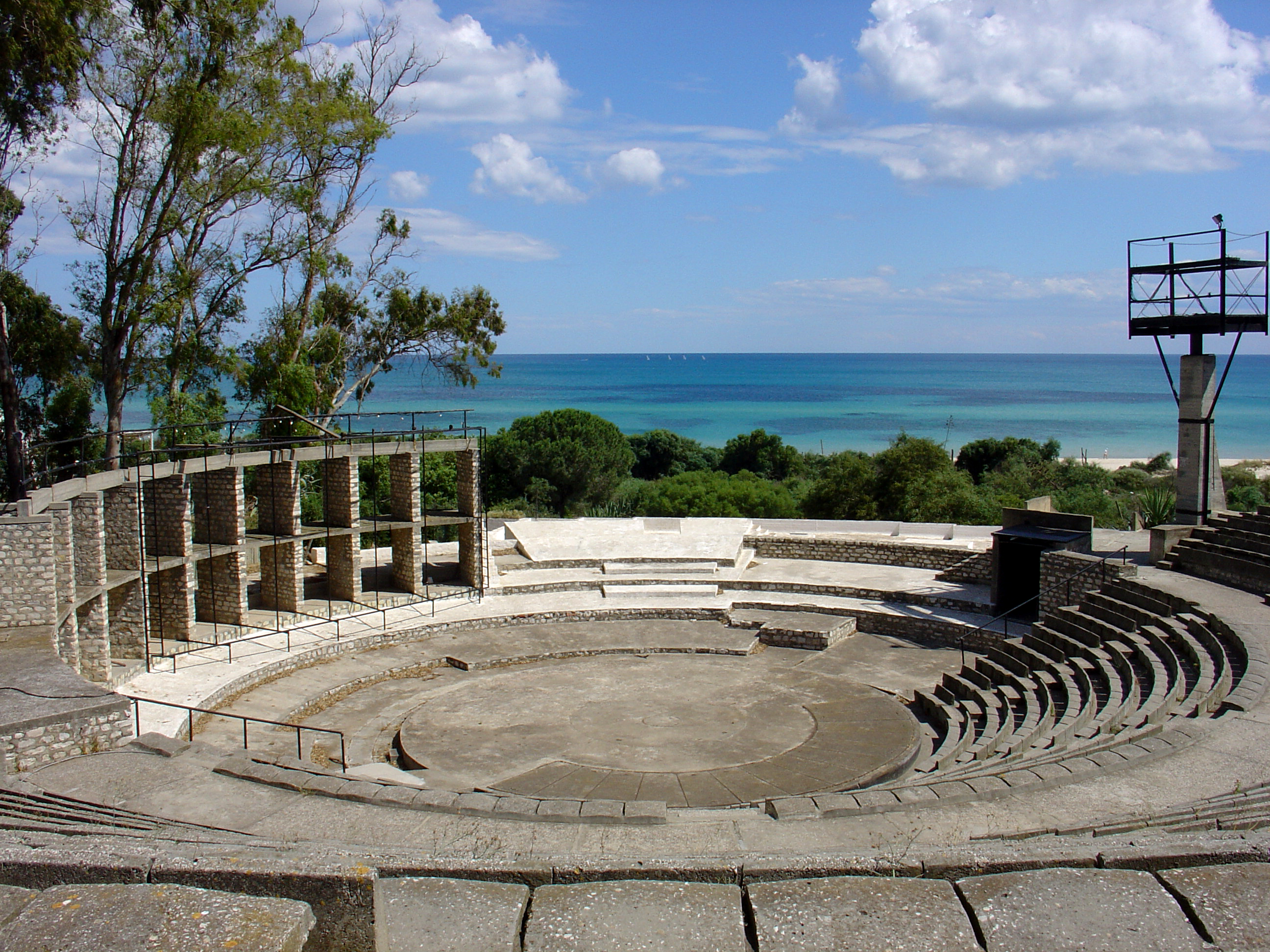
مسرح الحمامات
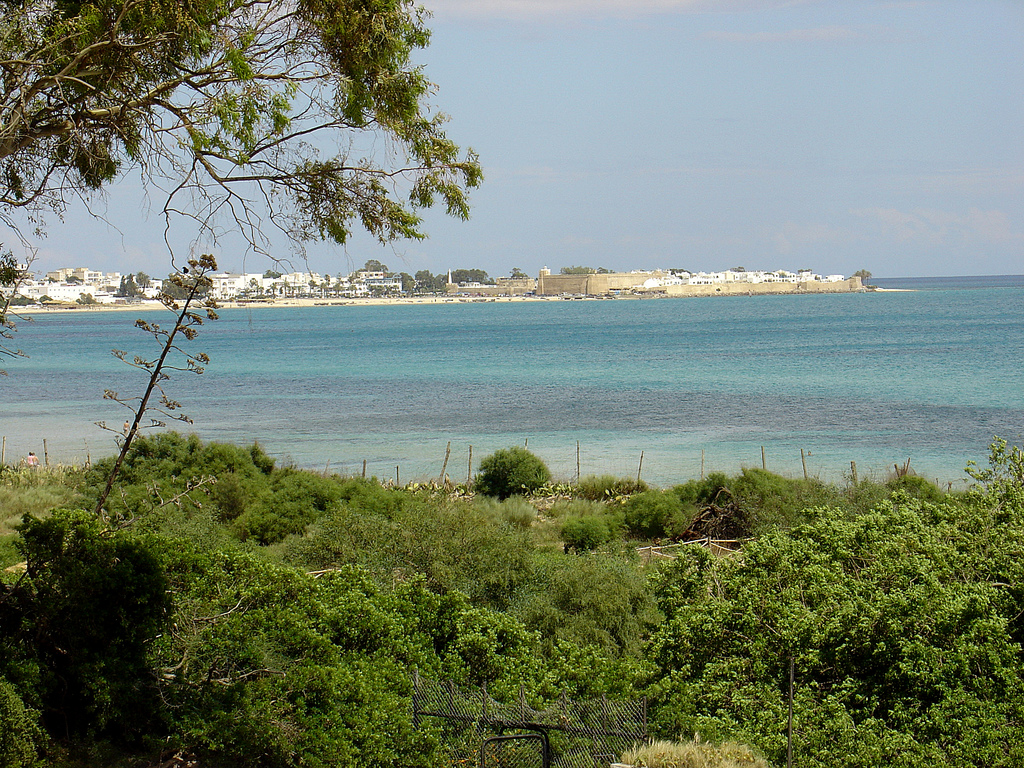
مدينة الحمامات كما تظهر من مسرح الحمامات